# 水晶体育俱乐部
水晶體育（Sporting Cristal），是秘鲁利馬的一个足球俱樂部。该隊現在為秘鲁足球甲级联赛的球隊。

## 榮譽
- 國家
  - 秘魯足球甲級聯賽
    - 冠軍（20次）：1956、1961、1968、1970、1972、1979、1980、1983、1988、1991、1994、1995、1996、2002、2005、2012、2014、2016、2018、2020
    - 亞軍（14次）：1931、1954、1962、1963、1967、1973、1977、1989、1992、1997、1998、2000、2003、2004、2015

  - 200週年紀念盃
    - 冠軍：2021
- 國際
  - 南美解放者杯
    - 亚军：1997